# Severin Roesen
 (septembre 2015).
Si vous disposez d'ouvrages ou d'articles de référence ou si vous connaissez des sites web de qualité traitant du thème abordé ici, merci de compléter l'article en donnant les références utiles à sa vérifiabilité et en les liant à la section « Notes et références ».
Severin Roesen (5 février 1815 - après 1872) est un peintre, surtout connu pour ses natures mortes de fleurs et de fruits. Il est né en Allemagne et émigre aux États-Unis en 1848.

## Galerie

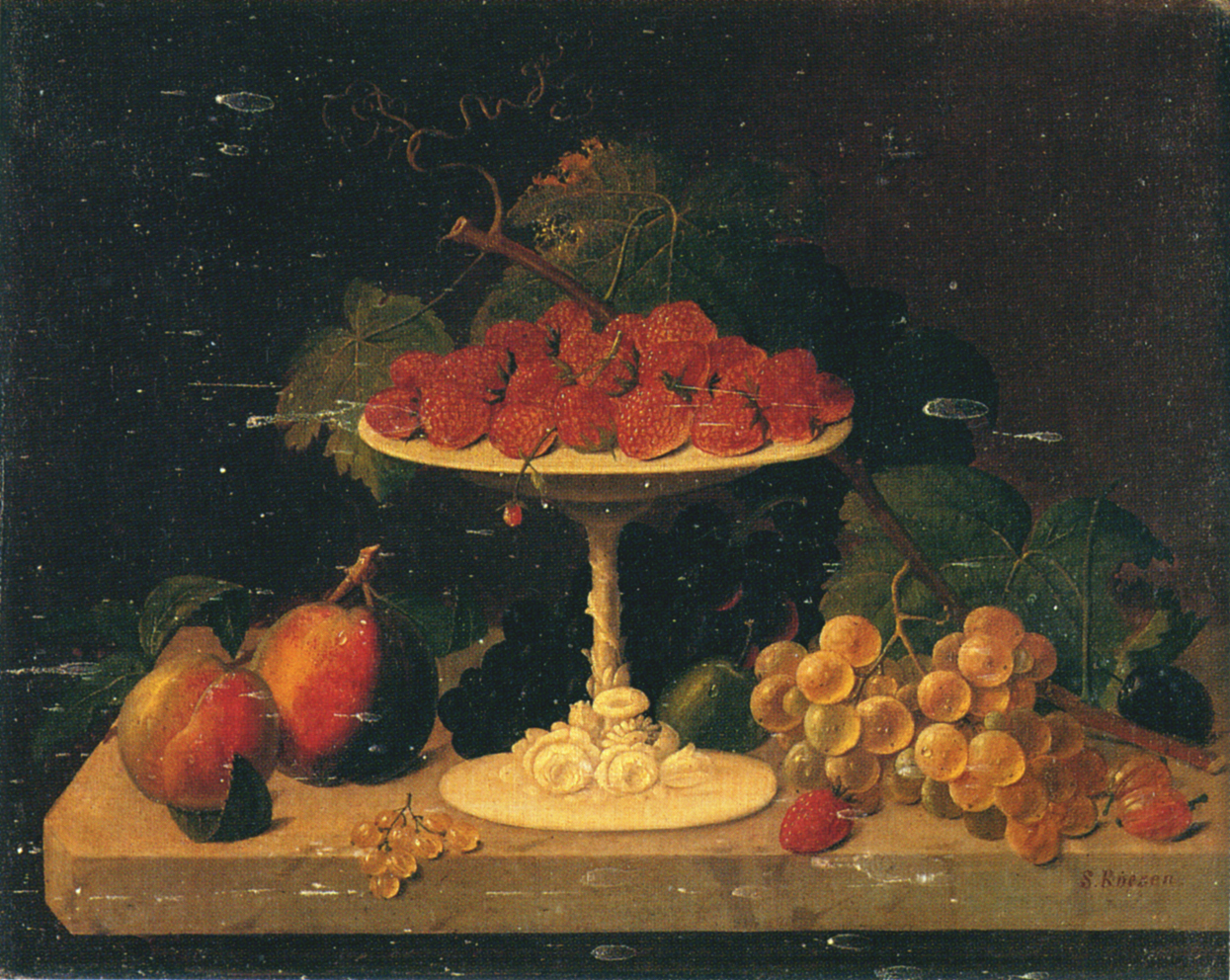
Nature morte aux framboises